# Julio Calcagno
Julio Calcagno (Montevideo, 20 de marzo de 1937 - 22 de abril de 2024) fue un actor uruguayo de teatro, cine, radio y televisión.

## Biografía
Nació en 1937 en el Barrio Sur de Montevideo. Ingresó en 1956 a la EMAD y egresó en 1960. Fue actor en el teatro independiente y trabajó también con la Comedia Nacional hasta que en 1994 ingresó en esta. Fue actor de voz en el radioteatro del SODRE y trabajó en producciones televisivas de los canales 4, 5 y 10.
Como actor de teatro fue dirigido por Atahualpa del Cioppo, Carlos Aguilera, Rubén Yáñez, Eduardo Schinca, Héctor Manuel Vidal, Júver Salcedo, Horacio Buscaglia, Villanueva Cosse, Luis Cerminara, Jorge Curi, Omar Grasso, entre otros.
Participó en obras de los elencos del Teatro El Galpón, Teatro Circular, Teatro Libre, Teatro del Pueblo y otros. En la Comedia Nacional actuó en obras como Los muertos de Florencio Sánchez, Idilios de Tennessee Williams, Después de la caída de Arthur Miller, Las traquinias de Sófocles, El tiempo y la habitación de Botho Strauss, Caníbales de George Tabori etc.
También ha participado en espectáculos musicales con artistas como Alfredo Zitarrosa, Los Olimareños, Daniel Viglietti, Héctor Numa Moraes, Mercedes Sosa, entre otros.
En 1981 recibió el premio Florencio en la categoría de mejor actor por su actuación en La empresa perdona un momento de locura, de Rodolfo Santana. Recibió otras nominaciones al Florencio en las categorías de Mejor actor y Mejor actor de reparto.
En cine actuó en Al mediodía, Compañeros de clase, Transatlántico (1996, dirigida por Christine Laurent), El viaje hacia el mar (2003, Guillermo Casanova) y El ingeniero (2012, Diego Arsuaga).
Fue autor de una obra de teatro titulada Líber Falco, estrenada el 10 de mayo de 2006, con la que homenajeó al poeta fallecido en 1955. La obra fue dirigida por él mismo, con su propia actuación en el rol de Falco y la compañía de Pepe Vázquez.
Se casó en 2002 con Alejandra Wolff, actriz y cantante de la banda de rock La Tabaré, con quien tuvo una hija llamada Luna. Había estado casado con la actriz y cantante de tangos Rosa Pampillón.